# Tour du Táchira 2009
La 44e édition du Tour du Táchira a eu lieu du 6 au 17 janvier 2009. Elle a été remportée par le Vénézuélien Ronald González. L'épreuve était classée dans l'UCI America Tour 2009.

## Les étapes
| Étape | Date       | Villes étapes                 | km     | Vainqueur d’étape | Leader            |
| ----- | ---------- | ----------------------------- | ------ | ----------------- | ----------------- |
| 1.    | 6 janvier  | El Tocuyo                     | 110    | Miguel Ubeto      | Miguel Ubeto      |
| 2.    | 7 janvier  | El Tocuyo-Acarigua            | 140,3  | Artur García      | Miguel Ubeto      |
| 3.    | 8 janvier  | Barinitas                     | 105    | Jonathan Monsalve | Jonathan Monsalve |
| 4.    | 9 janvier  | Mérida-Tovar                  | 120    | Juan Murillo      | Franklin Chacón   |
| 5.    | 10 janvier | El Vigía                      | 94     | Artur García      | Franklin Chacón   |
| 6.    | 11 janvier | El Vigía-Cerro El Cristo      | 170    | Ronald González   | Ronald González   |
| 7.    | 12 janvier | Táriba - La Fría - El Cobre   | 138    | José Rujano       | Ronald González   |
| 8.    | 13 janvier | Las Mesas - San Antonio       | 143    | José Alarcón      | Ronald González   |
| 9.    | 14 janvier | Rubio                         | 110,4  | Carlos Becerra    | Ronald González   |
| 10.   | 15 janvier | Cordero-La Grita              | 133,6  | José Rujano       | José Alarcón      |
| 11.   | 16 janvier | San José de Bolívar-Queniquea | 10,38  | José Rujano       | José Alarcón      |
| 12.   | 17 janvier | San Cristóbal                 | 121,92 | Jonathan Monsalve | Ronald González   |

## Classement général final
| #  | Coureur           | Equipe                              | Temps            |
| -- | ----------------- | ----------------------------------- | ---------------- |
| 1  | Ronald González   | Lotería del Táchira                 | 34 h 35 min 25 s |
| 2  | Tomás Gil         | Gobierno de Carabobo - Fundadeporte | + 7 s            |
| 3  | Jonathan Monsalve | Hussein Sport - Gobierno Barinas    | + 33 s           |
| 4  | Juan Murillo      | Lotería del Táchira                 | + 35 s           |
| 5  | Eduin Becerra     | Sumiglow Gobernación Mérida         | + 39 s           |
| 6  | Manuel Medina     | Gobernación del Zulia               | + 53 s           |
| 7  | José Chacón       | Lotería del Táchira                 | + 1 min 46 s     |
| 8  | José Alarcón      | Sumiglow Gobernación Mérida         | + 1 min 58 s     |
| 9  | José Rujano       | Gobernación del Zulia               | + 2 min 08 s     |
| 10 | César Salazar     | Lotería del Táchira                 | + 2 min 36 s     |

## Classements annexes
- Meilleur sprinteur :  Víctor Moreno
- Meilleur grimpeur :  Manuel Medina
- Meilleure équipe : Lotería del Táchira